# Castilia ofella
Castilia ofella är en fjärilsart som beskrevs av William Chapman Hewitson 1864. Castilia ofella ingår i släktet Castilia och familjen praktfjärilar. Inga underarter finns listade i Catalogue of Life.

## Bildgalleri

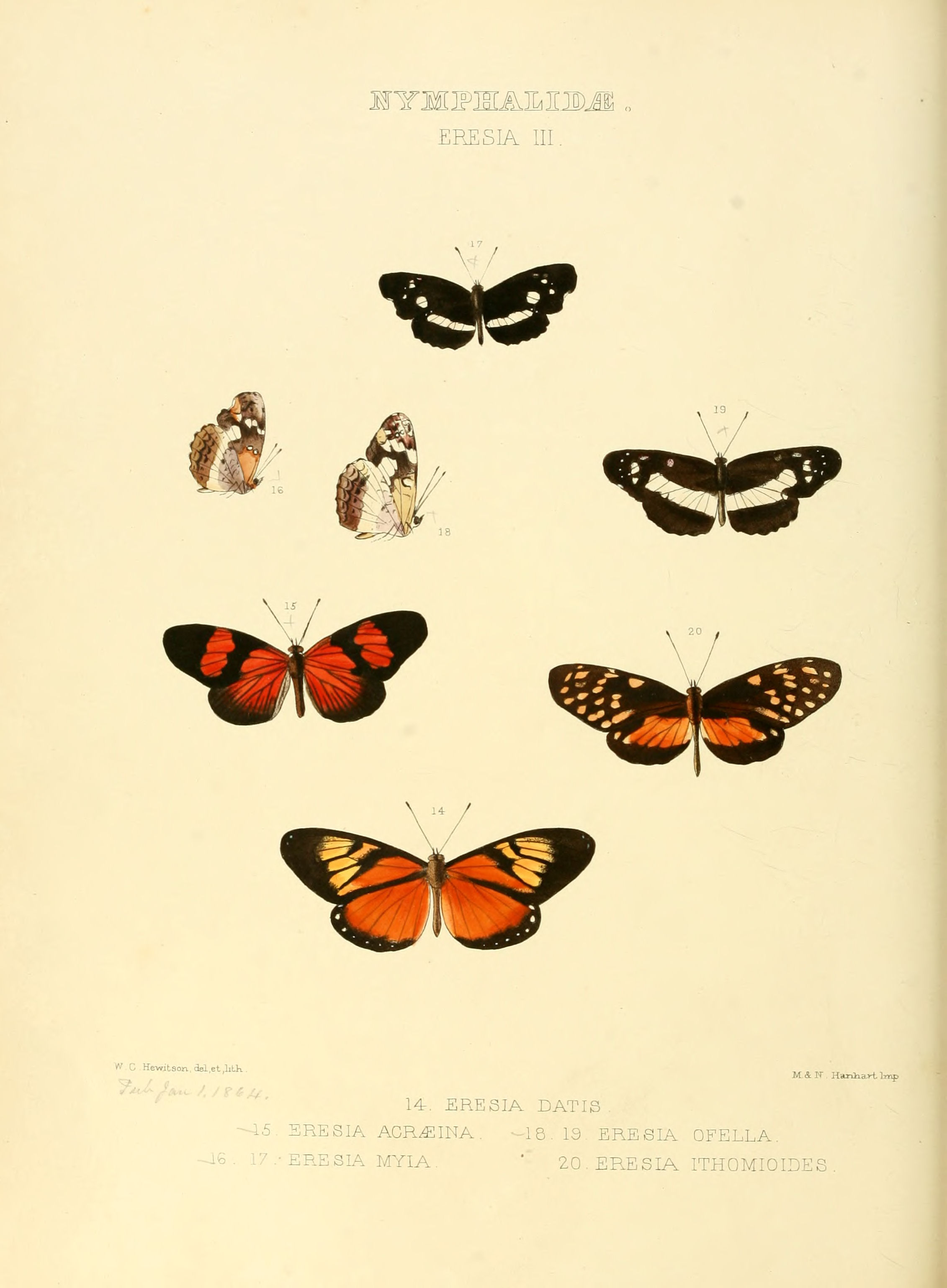